# Hotel Solvay
Het Hotel Solvay is een historisch stadspaleis te Brussel in art-nouveaustijl. Het werd ontworpen door Victor Horta als woonst voor Armand Solvay, zoon van chemicus Ernest Solvay, tussen 1895 en 1903. Het huis geldt als een van de opmerkelijkste creaties van Horta. In 2000 werd het, samen met drie andere gebouwen van zijn hand, erkend als UNESCO-werelderfgoed, onder de inschrijving Herenhuizen van de architect Victor Horta. Sinds 2021 doet het gebouw dienst als museum. Het huis bevindt zich aan de Louizalaan, nummer 224.

## Bouw
De bouw van het huis werd in 1894 toevertrouwd aan Victor Horta door Armand Solvay, de zoon van Ernest Solvay. Het gebouw was bedoeld als woning voor Solvay. Solvay, die grote bewonderaar was van de art nouveau, gaf carte blanche aan Horta, zowel op artistiek als financieel vlak. De opdracht die Horta kreeg was duidelijk: een ruime woning met royale receptieruimten, dienstvertrekken en een uitgebreid privaat gedeelte.
De keuze om het huis aan Horta toe te vertrouwen was niet evident: Horta was een jonge architect, en deze keuze veroorzaakte commotie in de familie. De keuze werd echter gesteund door Ernest Solvay, en het is aannemelijk dat de keuze eigenlijk gemaakt is door Ernest in plaats van Armand: het was de secretaris van Ernest die Armand uiteindelijk overhaalde.
Op 20 juni 1894 bezocht Armand samen met Horta het perceel van 950 m² aan de prestigieuze Louizalaan waarop het huis moest komen. Daarna ging het snel: op 25 augustus toonde Horta al de eerste schetsen aan Solvay. Op 2 september waren de eerste plattegronden getekend en op 30 oktober werd het materiaal voor de fundering besteld, en het terrein werd bouwklaar gemaakt in oktober.
De bouwvergunning werd aangevraagd op 9 juli 1895. In eerste instantie maakt de stad Brussel bezwaar tegen de erkers aan de gevel, die het zicht van de buren zouden kunnen belemmeren. Uiteindelijk werd de vergunning goedgekeurd op 20 augustus 1895.
Vanaf dan kon verder gebouwd worden op de funderingen, die reeds ten tijde van de vergunningsaanvraag vergevorderd waren. In juli 1898 was het huis bewoonbaar, en in december van hetzelfde jaar werd het huis ingeschreven als de nieuwe domicilie van Solvay. De volgende vijf jaren verzorgde Horta het interieur en de afwerking van het huis.

## Kenmerken
De voorgevel is symmetrisch opgetrokken rond de vensterdeur van de bel-etage. Deze deur geeft toegang tot een balkon en wordt geflankeerd door twee bow-windows. In de voorgevel kan men de favoriete materialen van Horta terugvinden: glas, ijzer en natuursteen.
Binnenin vindt men een trap met balustrade in verguld metaal. Deze leidt naar een overloop waarop verschillende kamers uitgeven, die slechts zijn gescheiden door glazen wanden met verschillende motieven.
Een grote toegangspoort leidt naar de stallen die zich achteraan het huis bevinden, in de tuin. In de kelders vindt men de keukens en het kantoor; op de bel-etage liggen het salon en de eetkamer.

## Verdere geschiedenis
In 1958 kocht de familie Wittamer-De Camps het pand om er de ateliers van hun haute-couturehuis Valens te vestigen. In 1976 stopten de modeactiviteiten in het huis, gevolgd door een grote restauratiecampagne in de jaren 1980. Zo werd het glasraam dat tijdens de oorlog vernield was, hersteld. In 1988 werd het huis in zijn geheel beschermd.
In 2000 werd het Hotel Solvay, samen met drie andere gebouwen van Horta, door de UNESCO tot Werelderfgoed verklaard. Door toedoen van Alexandre Wittamer werd het pand erkend als museum en vanaf 2021 opengesteld voor het publiek.
In oktober 2024 werd de gerestaureerde façade plechtig ingehuldigd.

## Andere werken
Het Hotel Solvay was niet de enige opdracht die de familie Solvay gaf aan Horta. De Solvays waren grote mecenassen en gaven opdrachten aan verscheidene grote architecten uit die periode (zoals, naast Hortta, Paul Hankar, Henry Van de Velde, Gustave Serrurier-Bovy, Ernest Blerot en Paul Cauchie). Horta ontwierp bijvoorbeeld ook het Solvay Paviljoen voor de Wereldtentoonstelling van 1905.

## Galerij

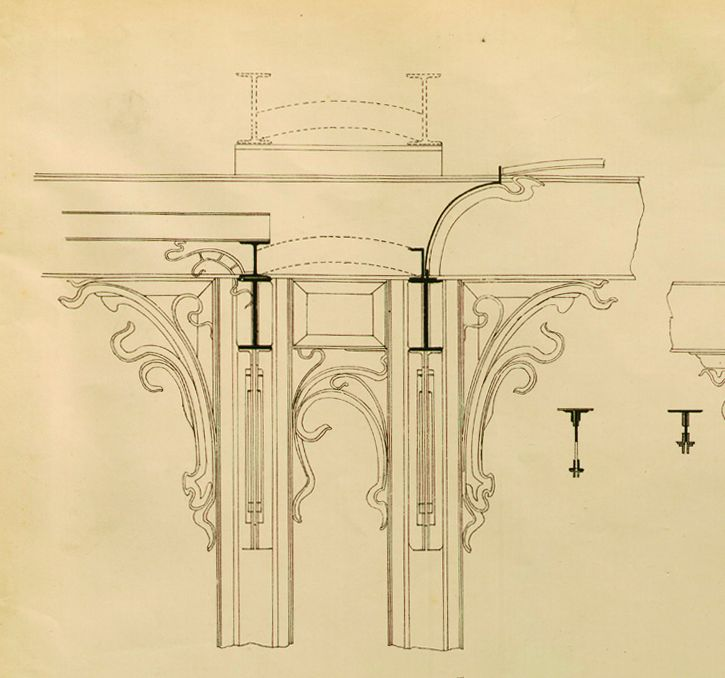
Ontwerp van een detail van het interieur door Horta
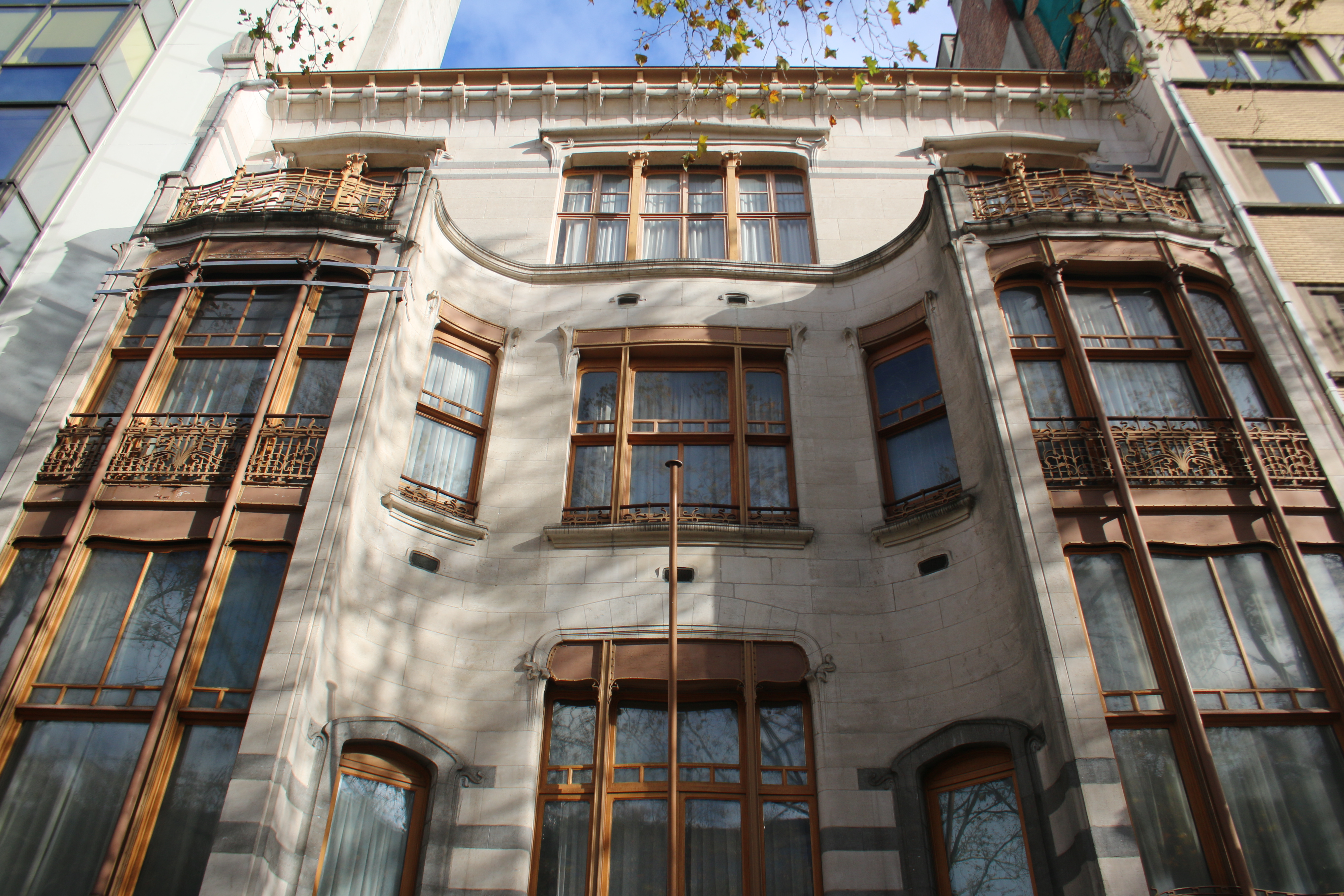
Gevel
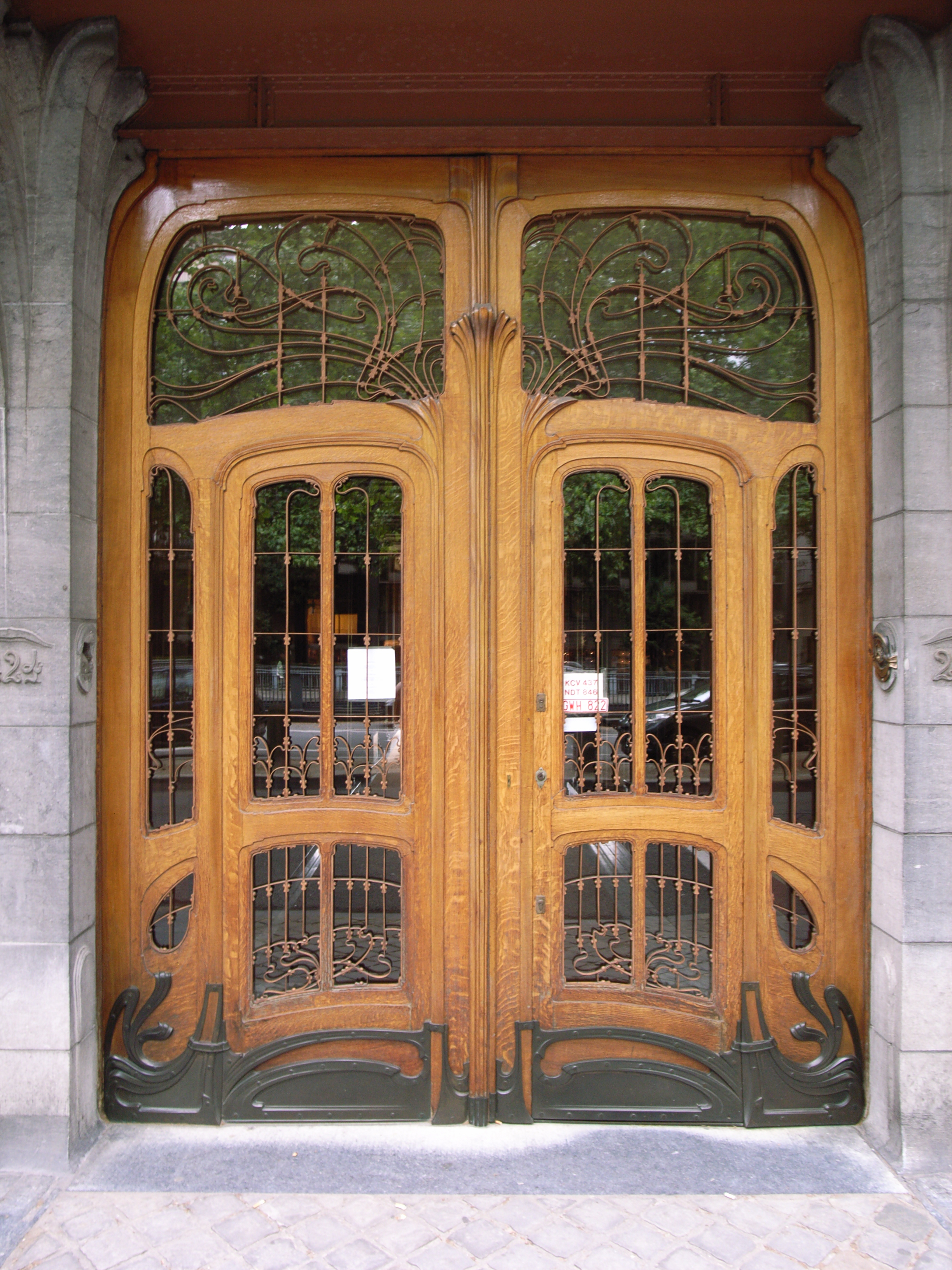
Voordeur
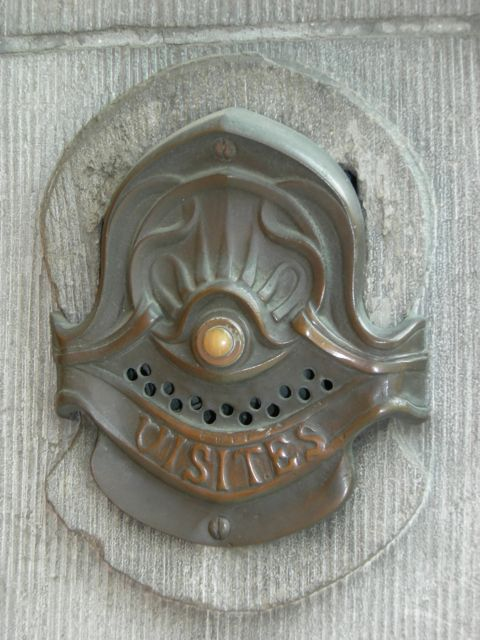
Deurbel
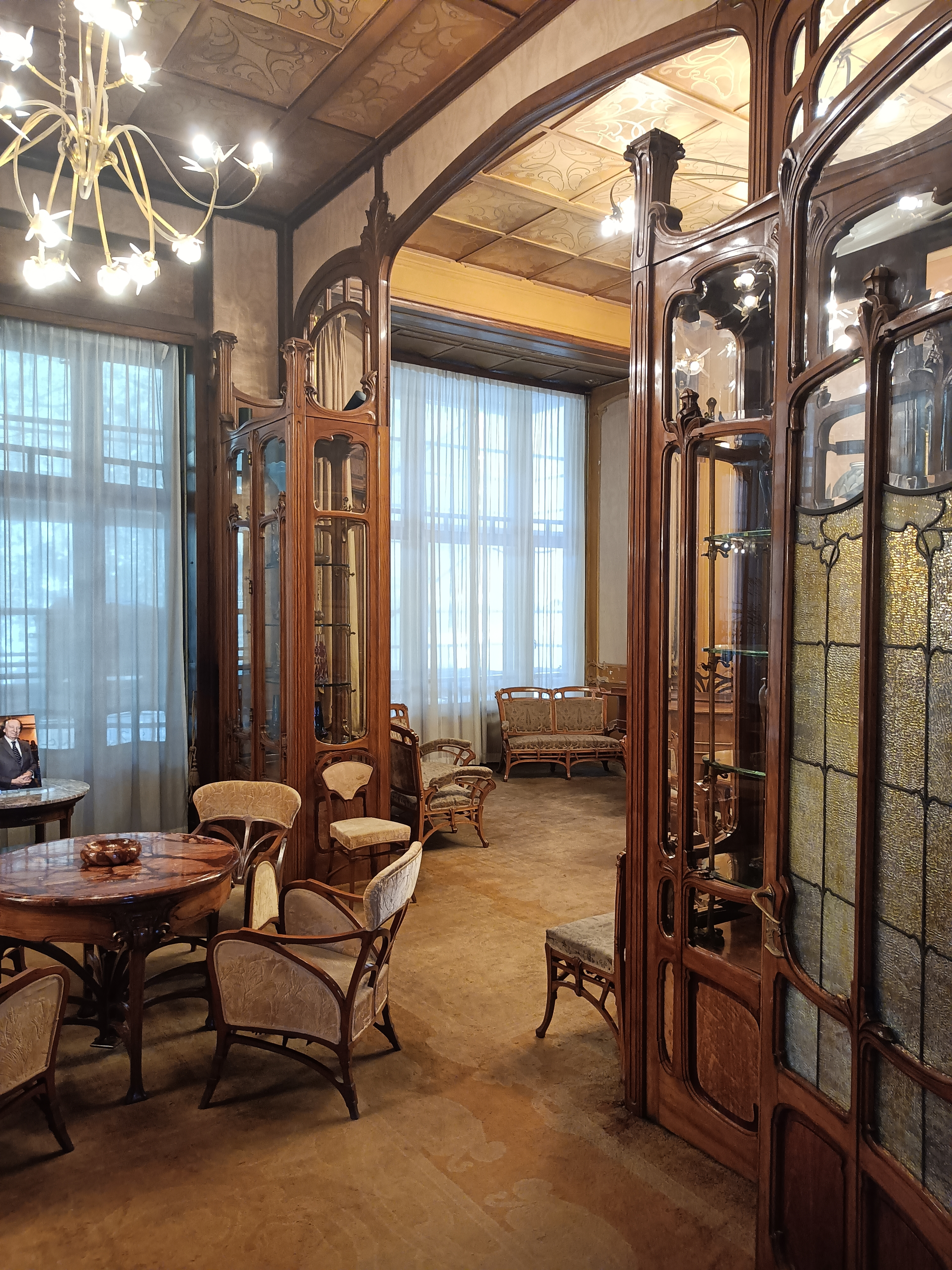
Fumoir en muzieksalon
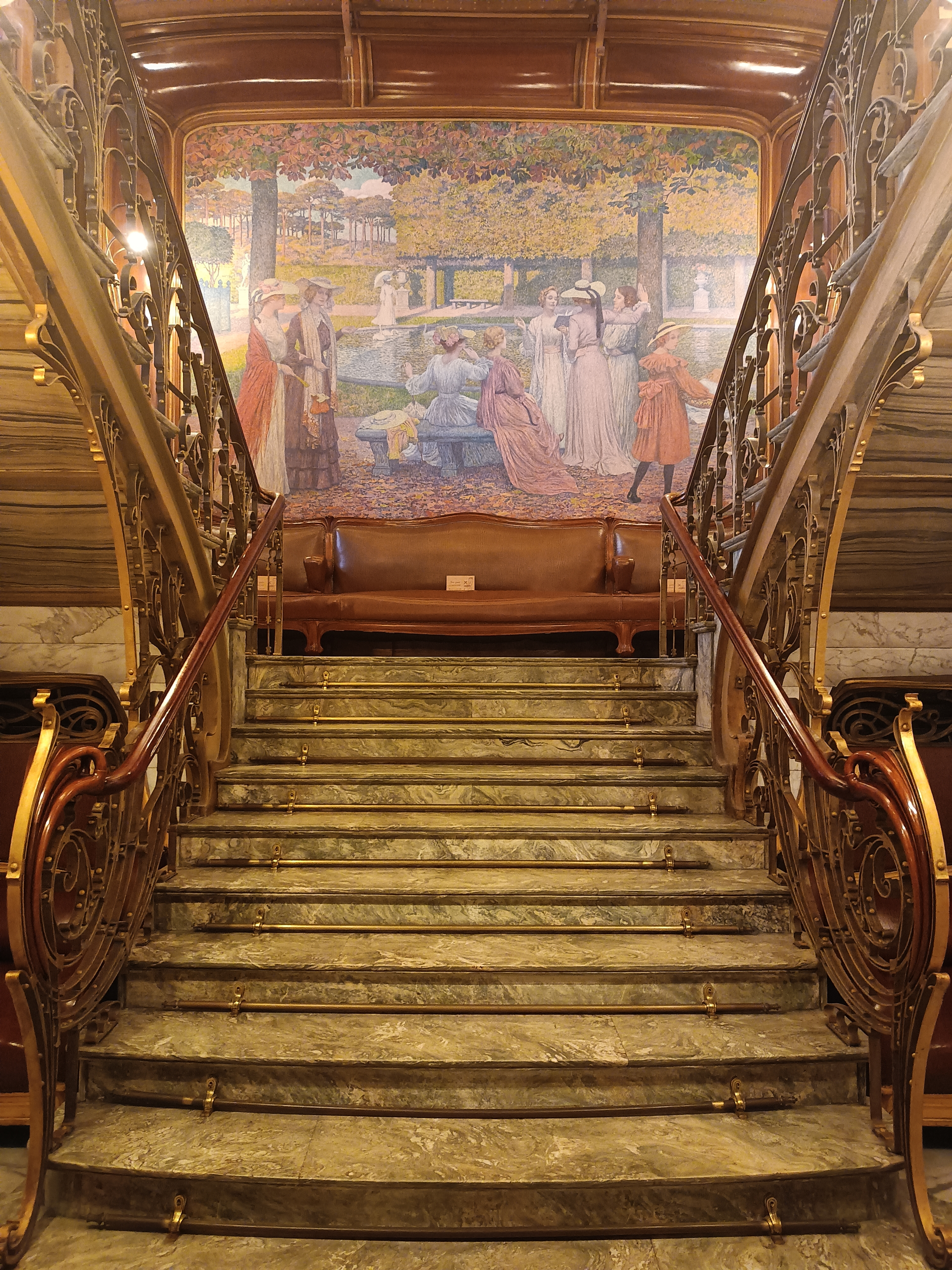
Trappen
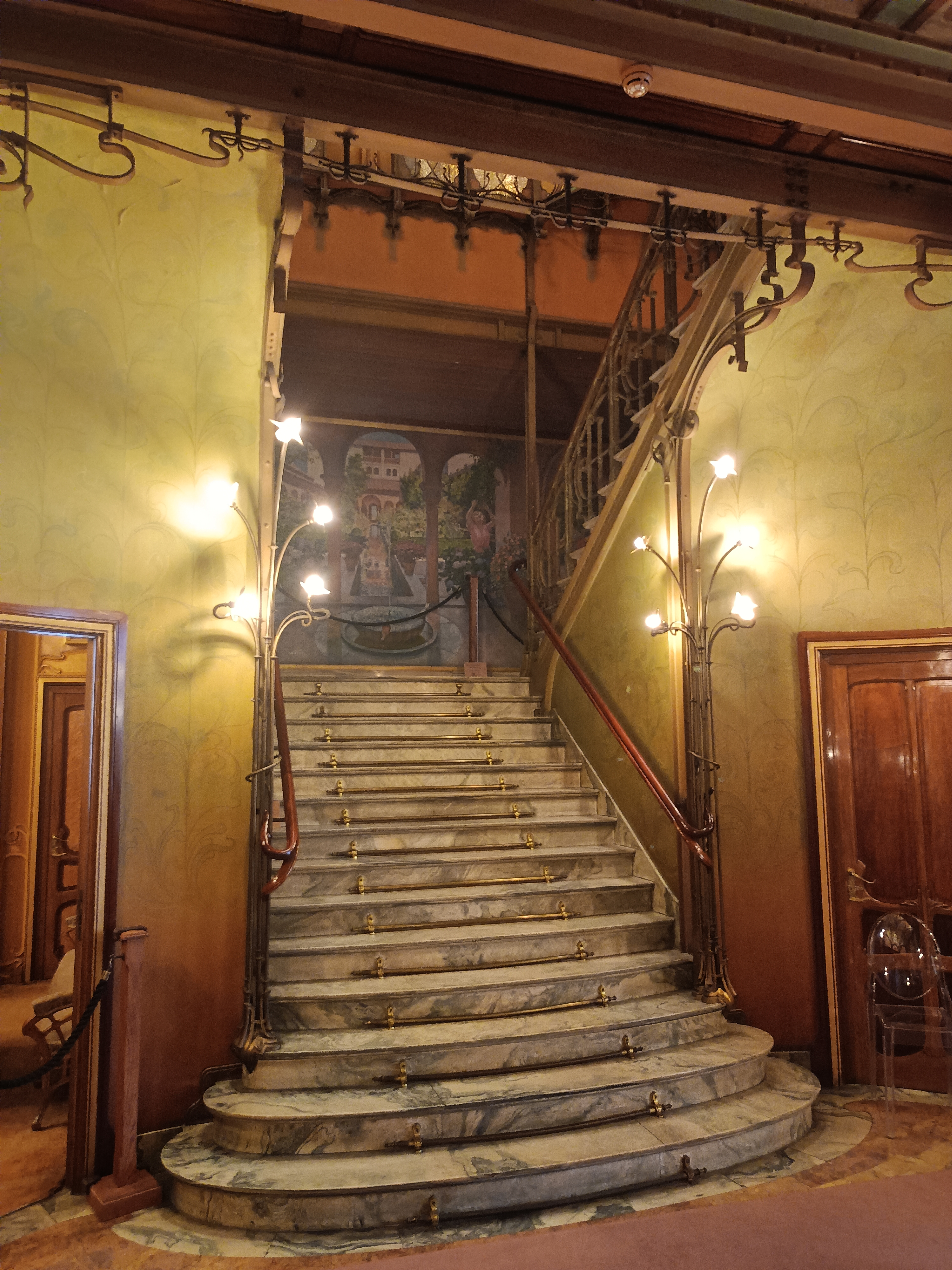
Trappen
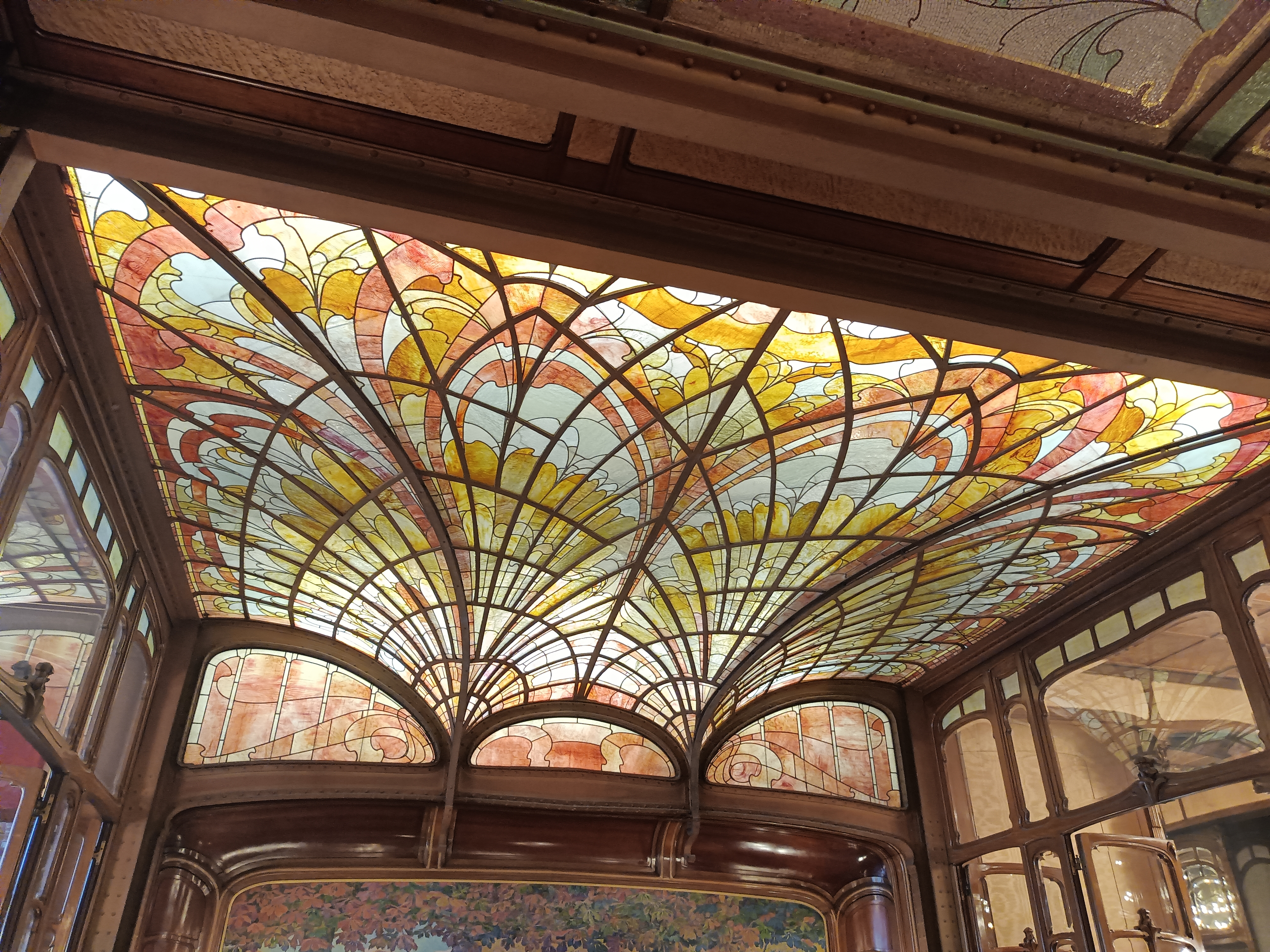
Glasraam